# Superligaen 2010/2011
Superligaen 2010/2011 var den 21:a säsongen av Superligaen, anordnad av DBU för att kora danska mästare i fotboll. Serien spelades mellan 17 juli 2010 och 29 maj 2011, och avslutades med samlad omgång. Däremellan hölls även vinteruppehåll. Titelförsvarare var FC Köpenhamn.
FC Köpenhamn säkrade titeln då Odense förlorade med 1-2 mot Nordsjælland den 21 april 2011, och därmed vann man sitt niononde danska mästerskap.
Serien bestod av 12 lag och 33 omgångar. För första gången sedan säsongen 1999/2000 fick Danmark med två lag i kvalet till UEFA Champions League.

## Lag
De tio främsta från Superligaen föregående säsong samt de två främsta från 1. division föregående säsong deltog.
| Klubb           | Placering föregående säsong | Första säsong i topdivisionen | Senaste debut i topdivisionen |
| --------------- | --------------------------- | ----------------------------- | ----------------------------- |
| AC Horsens      | 1 i 1. division             | 1929/1930                     | 2010/2011                     |
| Brøndby IF      | 3                           | 1982                          | 1982                          |
| Esbjerg fB      | 4                           | 1928/29                       | 2001/2002                     |
| FC Köpenhamn    | 1                           | 1992/1993                     | 1992/1993                     |
| FC Midtjylland  | 6                           | 2000/2001                     | 2000/2001                     |
| FC Nordsjælland | 7                           | 2002/2003                     | 2002/2003                     |
| Lyngby BK       | 2 i 1. division             | 1980                          | 2010/2011                     |
| Odense BK       | 2                           | 1927/1928                     | 1999/202000                   |
| Randers FC      | 10                          | 1941/1942                     | 2006/2007                     |
| Silkeborg IF    | 8                           | 1988                          | 2009/2010                     |
| SønderjyskE     | 9                           | 2000/2001                     | 2008/2009                     |
| AaB             | 5                           | 1928/1929                     | 1987                          |

### Tränarförändringar
| Lag             | Avgående tränare | Orsak                                | Vakant plats      | Ersatt av                  | Utsågs            | Placering |
| --------------- | ---------------- | ------------------------------------ | ----------------- | -------------------------- | ----------------- | --------- |
| Odense Boldklub | Lars Olsen       | Fick sparken                         | 14 september 2010 | Uffe Pedersen (tillfällig) | 14 september 2010 | 4         |
| AaB             | Magnus Pehrsson  | Fick sparken                         | 11 oktober 2010   | Kent Nielsen               | 11 oktober 2010   | 12        |
| Odense Boldklub | Uffe Pedersen    | Slut på tiden som tillfällig tränare | 7 november 2010   | Henrik Clausen             | 7 november 2010   | 3         |
| Esbjerg fB      | Ove Pedersen     | Avgick                               | 14 mars 2011      | Jess Thorup                | 14 mars 2011      | 11        |
| FC Midtjylland  | Allan Kuhn       | Avgick                               | 15 april 2011     | Glen Riddersholm           | 15 april 2011     | 4         |
| Randers FC      | Ove Christensen  | Fick sparken                         | 26 april 2011     | Peter Elstrup (tillfällig) | 26 april 2011     | 10        |

## Tabeller

### Poängtabell
| Nr | Lag               | S  | V  | O  | F  | GM | IM | MS  | P  |
| -- | ----------------- | -- | -- | -- | -- | -- | -- | --- | -- |
| 1  | FC Köpenhamn (RM) | 33 | 25 | 6  | 2  | 77 | 29 | +48 | 81 |
| 2  | Odense BK         | 33 | 16 | 7  | 10 | 55 | 41 | +14 | 55 |
| 3  | Brøndby IF        | 33 | 13 | 12 | 8  | 52 | 39 | +13 | 51 |
| 4  | FC Midtjylland    | 33 | 13 | 10 | 10 | 50 | 42 | +8  | 49 |
| 5  | Silkeborg IF      | 33 | 10 | 13 | 10 | 43 | 49 | −6  | 43 |
| 6  | FC Nordsjælland   | 33 | 10 | 9  | 14 | 38 | 50 | −12 | 39 |
| 7  | SønderjyskE       | 33 | 11 | 6  | 16 | 32 | 46 | −14 | 39 |
| 8  | Lyngby BK (U)     | 33 | 10 | 8  | 15 | 42 | 52 | −10 | 38 |
| 9  | AC Horsens (U)    | 33 | 9  | 10 | 14 | 29 | 40 | −11 | 37 |
| 10 | AaB               | 33 | 8  | 11 | 14 | 38 | 48 | −10 | 35 |
| 11 | Randers FC        | 33 | 6  | 16 | 11 | 41 | 48 | −7  | 34 |
| 12 | Esbjerg fB        | 33 | 7  | 12 | 14 | 36 | 49 | −13 | 33 |

### Resultattabell
| Hemma \ Borta   | ACH | BIF | EFB | FCK | FCM | FCN | LBK | OB  | RFC | SIF | SØN | AAB | ACH | BIF | EFB | FCK | FCM | FCN | LBK | OB  | RFC | SIF | SØN | AAB |
| --------------- | --- | --- | --- | --- | --- | --- | --- | --- | --- | --- | --- | --- | --- | --- | --- | --- | --- | --- | --- | --- | --- | --- | --- | --- |
| AC Horsens      |     | 2–1 | 0–3 | 1–2 | 0–2 | 0–0 | 2–0 | 1–0 | 0–0 | 1–2 | 1–1 | 0–0 |     |     | 1–1 | 1–1 | 0–2 |     |     | 2–1 | 0–0 |     |     |     |
| Brøndby IF      | 0–1 |     | 1–1 | 1–1 | 1–0 | 1–1 | 1–1 | 2–2 | 2–1 | 0–2 | 3–1 | 1–2 | 0–0 |     | 3–0 |     | 2–2 |     |     | 2–0 |     | 2–2 | 2–0 |     |
| Esbjerg fB      | 2–1 | 1–2 |     | 1–2 | 0–3 | 1–1 | 2–3 | 1–2 | 2–2 | 2–1 | 0–1 | 0–0 |     |     |     | 1–1 | 0–1 | 2–0 | 0–0 |     | 1–3 | 1–1 |     |     |
| FC Köpenhamn    | 4–0 | 2–0 | 3–1 |     | 5–2 | 2–0 | 3–0 | 5–0 | 1–0 | 2–2 | 3–0 | 1–1 |     | 3–1 |     |     |     | 2–1 | 3–2 |     | 3–1 | 2–0 |     | 2–0 |
| FC Midtjylland  | 1–0 | 1–0 | 2–2 | 0–3 |     | 4–0 | 1–2 | 1–1 | 1–1 | 2–0 | 2–1 | 2–1 |     |     |     | 2–0 |     | 2–2 | 4–4 |     | 2–2 | 2–1 |     | 2–2 |
| FC Nordsjælland | 3–0 | 1–3 | 1–2 | 1–3 | 0–0 |     | 2–1 | 1–4 | 2–1 | 4–1 | 1–2 | 0–0 | 2–1 | 1–1 |     |     |     |     |     |     |     | 3–2 | 1–1 | 3–3 |
| Lyngby BK       | 1–0 | 3–3 | 1–2 | 1–2 | 1–0 | 2–0 |     | 2–0 | 3–3 | 1–1 | 1–0 | 2–4 | 0–2 | 1–2 |     |     |     | 1–0 |     |     |     |     | 1–0 | 1–2 |
| Odense BK       | 3–3 | 1–1 | 3–0 | 2–3 | 2–1 | 0–1 | 3–1 |     | 1–1 | 0–0 | 1–2 | 6–0 |     |     | 1–0 | 3–0 | 3–2 | 1–2 | 2–0 |     | 1–0 |     |     |     |
| Randers FC      | 1–0 | 3–2 | 2–2 | 0–3 | 1–1 | 0–2 | 2–1 | 1–2 |     | 4–0 | 0–0 | 2–3 |     | 0–4 |     |     |     | 4–0 | 1–1 |     |     |     | 0–0 | 0–0 |
| Silkeborg IF    | 1–2 | 2–2 | 1–1 | 0–3 | 1–0 | 1–0 | 2–2 | 3–1 | 1–1 |     | 3–1 | 4–3 | 2–1 |     |     |     |     |     | 0–1 | 1–1 | 2–2 |     | 1–0 |     |
| SønderjyskE     | 2–0 | 0–2 | 3–0 | 1–3 | 0–2 | 0–2 | 1–0 | 1–3 | 1–1 | 1–2 |     | 1–0 | 0–3 |     | 2–1 | 3–3 | 2–1 |     |     | 0–2 |     |     |     |     |
| AaB             | 2–3 | 0–2 | 0–2 | 0–1 | 2–0 | 2–0 | 2–1 | 1–2 | 4–1 | 0–0 | 0–2 |     | 0–0 | 1–2 | 1–1 |     |     |     |     | 0–1 |     | 1–1 | 1–2 |     |

## Skytteligan
| Rank | Spelare               | Klubb                     | Mål |
| ---- | --------------------- | ------------------------- | --- |
| 1    | Dame N'Doye           | FC Köpenhamn              | 25  |
| 2    | César Santin          | FC Köpenhamn              | 16  |
| 3    | Peter Utaka           | OB                        | 13  |
| 4    | Kim Aabech            | Lyngby Boldklub           | 12  |
| 4    | Hans Henrik Andreasen | OB                        | 12  |
| 6    | Michael Krohn-Dehli   | Brøndby IF                | 11  |
| 7    | Mikkel Thygesen       | FC Midtjylland            | 8   |
| 7    | Frank Kristensen      | FC Midtjylland/Randers FC | 8   |
| 9    | Matti Lund Nielsen    | FC Nordsjælland           | 7   |
| 9    | Martin Vingaard       | FC Köpenhamn              | 7   |
| 9    | Nicolaj Agger         | Brøndby IF                | 7   |
| 9    | Kenneth Fabricius     | SønderjyskE               | 7   |

### Fotnoter
1. ↑  Complete schedule på dbu.dk
2. ↑  Bruun, Peter. ”København claim ninth Danish titel”. uefa.com. UEFA. http://www.uefa.com/memberassociations/association=den/news/newsid=1622494.html. Läst 21 april 2011.
3. ↑  Houlind, Søren (14 september 2010). ”Brink, Lars O. og Viggo J. færdige i OB” (på danska). bold.dk. http://www.bold.dk/nyt/Brink-Lars-O-og-Viggo-J-faerdige-i-OB. Läst 14 september 2010.
4. ↑  Houlind, Søren (12 oktober 2010). ”Uffe P. fortsætter året ud” (på danska). bold.dk. http://www.bold.dk/nyt/OB-Uffe-P-fortsaetter-aaret-ud. Läst 12 oktober 2010.
5. ↑  Helmin, Jesper (11 oktober 2010). ”AaB fyrer Magnus Pehrsson” (på danska). bold.dk. http://www.bold.dk/nyt/AaB-fyrer-Magnus-Pehrsson. Läst 11 oktober 2010.
6. ↑  Blond, Mikael (11 oktober 2010). ”Kent Nielsen ny cheftræner i AaB” (på danska). bold.dk. http://www.bold.dk/nyt/Kent-Nielsen-ny-cheftraener-i-AaB. Läst 11 oktober 2010.
7. ↑  Akbal, Ejder (7 november 2010). ”OB's Henrik Clausen overtager trænerposten” (på danska). bold.dk. http://www.bold.dk/nyt/OBs-Henrik-Clausen-overtager-traenerposten. Läst 7 december 2010.
8. ↑  Houlind, Søren (14 mars 2011). ”Ove P. stopper i Esbjerg” (på danska). bold.dk. http://www.bold.dk/nyt/Ove-P-stopper-i-Esbjerg. Läst 14 mars 2011.
9. ↑  Helmin, Jesper (14 mars 2011). ”Thorup: Har en anden tilgang” (på danska). bold.dk. http://www.bold.dk/nyt/Thorup-Har-en-anden-tilgang. Läst 14 mars 2011.
10. ↑  Helmin, Jesper (15 april 2011). ”Kuhn stopper i FC Midtjylland” (på danska). bold.dk. http://www.bold.dk/nyt/Kuhn-stopper-i-FC-Midtjylland. Läst 15 april 2011.
11. ↑  Houlind, Søren (18 maj 2011). ”Riddersholm permanent løsning i FCM” (på danska). bold.dk. http://www.bold.dk/nyt/Riddersholm-permanent-loesning-i-FCM. Läst 18 maj 2011.
12. ↑  Helmin, Jesper (26 april 2011). ”Ove C. fyret i Randers” (på danska). bold.dk. http://www.bold.dk/nyt/Ove-C-fyret-i-Randers. Läst 26 april 2011.
13. ↑  Helmin, Jesper (26 april 2011). ”Elstrup chef - Kuhn assistent i Randers” (på danska). bold.dk. http://www.bold.dk/nyt/Elstrup-chef--Kuhn-assistent-i-Randers. Läst 26 april 2011.